# Сон Хун
Бан Сон Хун (кор. 방성훈; род. 14 февраля 1983 года, Тэгу, Южная Корея) — южнокорейский актёр и модель.

## Ранняя жизнь
При рождении Сон Хуна звали Бан Ин Гю (кор. 방인규), но официально он сменил свое имя на Бан Сон Хун, потому что с детства часто болел и перенес множество операций. Он рассказал о причине в 312-м эпизоде шоу «Я живу один». Он был чемпионом по плаванию в своем университете и специализировался на плавании баттерфляем. Он занимался плаванием 14 лет, но был вынужден бросить из-за травмы позвоночника. Затем он заступил на службу в армии, но из-за той же травмы был демобилизован досрочно. Затем Сон Хун продолжил карьеру и стал тренером по плаванию. В 2009 году он дебютировал как актер в клипе White Brown на песню «Because I Love You».

## Карьера

### 2011–2012: Первые актёрские роли и коммерческий успех
Прорывной ролью Сон Хуна стала сверхъестественная романтическая драма «История Кисэн». Его роль в этой драме принесла ему награду «Новая звезда» на премии SBS Drama Awards 2011.
В 2012 году он получил роль в своей первой китайской дораме «Охрана нефритовой куклы». В том же году он снялся в исторической дораме «Вера», сыграв роль антагониста. Позже в том же году он получил роль в ежедневной дораме «Рождение семьи».

### 2013–2015: Актёрский застой и возвращение на телевидение

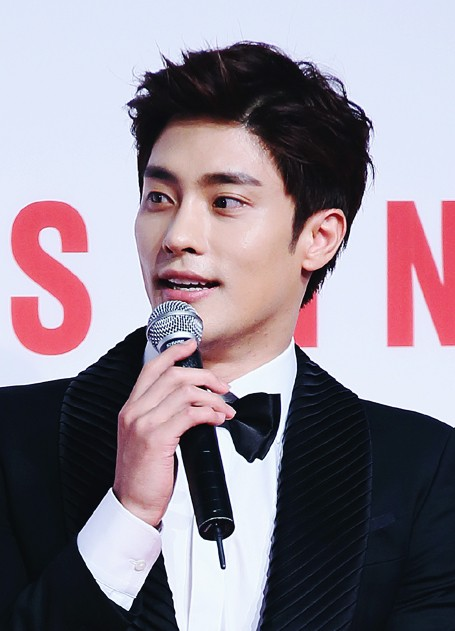
Сон Хун на Международном кинофестивале в Пусане, 2015 год

В 2013 году Сон Хун снялся в главной роли в драме выходного дня «Страстная любовь». В 2014 году Сон Хун снялся в веб-дораме «Шестиместная палата», где сыграл инженера по безопасности на строительстве, который получил травму и оказался в больнице в окружении незнакомых пациентов.
В 2015 году Сон Хун снялся в веб-дораме «Моя благородная любовь» и в романтическом комедийном сериале канала KBS «О, моя Венера!», сыграв профессионального бойца ММА.
Сон Хун также является музыкальным диджеем и ведет диджейскую деятельность под псевдонимом Roiii. Сон Хун выступал в различных странах, таких как Китай, Гонконг, Таиланд, Малайзия, Сингапур и Индонезия.

### 2016–2017: Рост популярности
В 2016 году Сон Хун вернулся на корейский малый экран в дораме выходного дня канала KBS «Пять детей», сыграв модель, ставшую профессиональным игроком в гольф, где его пара с Син Хе Сон завоевала популярность среди зрителей.
В 2017 году Сон Хун снялся в романтической комедийной дораме «Мой тайный роман», в которой он сыграл чеболя во втором поколении. Затем он сыграл продюсера развлекательной компании в фильме «Корейский Идолмастер», который основан на японской видеоигре «Idolmaster». В том же году Сон Хун получил роль в романтико-фантастическом фильме «Мы влюблены?» вместе с Ким Со Ын. Премьера фильма состоялась в 2020 году.

### 2018–наст.время: Возрождение и возвращение на телевидение
В январе 2018 года на экраны вышел дебютный боевик Сон Хуна «Братья на небесах». Он снялся вместе с Чо Хан Суном в роли разнояйцевых близнецов. Он также снялся в ситкоме «Звук твоего сердца: Перезагрузка», а также в романтической комедийной веб-дораме «Я нашла звезду на улице».
В 2019 году Сон Хун вернулся на малый экран с романтической комедийной дорамой «Новый уровень», сыграв роль эксперта по реструктуризации компании.
К концу 2020 года Сон Хун вернулся в веб-дораму «Подозрительная звезда Халлю», сыграв звезду Халлю, который скрывает большой секрет и знакомится с журналисткой развлекательных программ, которая рисковала своей жизнью, чтобы попасть в сенсационную историю, которую сыграла вьетнамская актриса Хоан Йен Чиби.
В 2021 году Сон Хун снялся в роли юриста, у которого возникли проблемы с сохранением брака, в 1 и 2 сезонах дорамы «Лирика брака и музыка развода». В 2022 году он сыграл роль Рафаэля в романтической комедийной драме SBS «Девственница У-ри», основанной на американском сериале «Девственница Джейн», воссоединившись с коллегой по фильму «История Кисэн» Им Су Хян.

## Благотворительность
Сон Хун стал первым корейским актером, который провел встречу с фанатами в Бразилии и пожертвовал все вырученные средства пострадавшим от наводнения в Бразилии. 10 мая 2024 года Сон Хун провел сольную встречу с фанатами под названием «MOMENTO SECRETO COM SUNG HOON» в Espaço Unimed в Сан-Паулу, Бразилия, и с удовольствием провел время с 2400 местными фанатами.

## Фильмография

### Кино
| Год  | Название          | Роль    |
| ---- | ----------------- | ------- |
| 2018 | Братья на небесах | Тэсон   |
| 2020 | Мы влюблены?      | Сын Джэ |

### Телевидение
| Год  | Название                               | Роль         | Примечание    | Ист.   |
| ---- | -------------------------------------- | ------------ | ------------- | ------ |
| 2011 | История Кисэн                          | А Да Мо      |               |        |
| 2012 | Охрана нефритовой куклы                | Гу Сюй       |               |        |
| 2012 | Вера                                   | Чон Ым Джа   |               |        |
| 2012 | Рождение семьи                         | Хан Джи Хун  |               |        |
| 2013 | Страстная любовь                       | Кан Му Ёль   |               |        |
| 2015 | О, моя Венера!                         | Чан Чжун Сон |               |        |
| 2016 | Пять детей                             | Ким Сан Мин  |               |        |
| 2017 | Мой тайный роман                       | Ча Чжин Ук   |               |        |
| 2017 | Корейский Идолмастер                   | Кан Шин Хек  |               |        |
| 2017 | Жонглёры                               | Ли Кен Чжун  | Камео (Эп. 1) |        |
| 2019 | Новый уровень                          | Ан Дан-те    |               |        |
| 2021 | Лирика брака и музыка развода          | Пан Са-хен   | 1–2 сезоны    | [ 33 ] |
| 2022 | Девственница У-ри                      | Рафаэль      |               | [ 34 ] |
| 2023 | Стандартная процедура идеального брака | Со До Гук    |               | [ 35 ] |

### Веб-сериалы
| Год       | Название                         | Роль         | Примечание                 | Ист.   |
| --------- | -------------------------------- | ------------ | -------------------------- | ------ |
| 2014      | Шестиместная палата              | Мин Су       |                            |        |
| 2015      | Моя благородная любовь           | Ли Кан Хун   |                            |        |
| 2018      | Звук твоего сердца: Перезагрузка | Чо Сок       |                            |        |
| 2018      | Я нашла звезду на улице          | Кан Чжун Хек |                            |        |
| 2021      | Так я женился на антифанатке     | Чхве Чжэ Хи  | Камео (Эп. 5, 13, 14 & 15) |        |
| 2021      | Подозрительная звезда Халлю      | Джин         | Arirang TV YouTube-канал   | video  |
| 2023–2024 | Игра смерти                      | Сон Чжэ Соп  | Камео                      | [ 36 ] |

### Телешоу
| Год       | Название                                     | Роль                | Примечание                             | Ист. |
| --------- | -------------------------------------------- | ------------------- | -------------------------------------- | ---- |
| 2012      | Вперед! Команда мечты! Сезон 2               | Команда по плаванию | Эпизод 124                             |      |
| 2015      | Our Neighborhood Arts and Physical Education | Команда по плаванию | Эпизоды 113–124                        |      |
| 2017–2022 | Я живу один                                  | Актерский состав    | Эпизоды 212–431                        |      |
| 2017      | Закон джунглей                               | Актерский состав    | Дикая Новая Зеландия (Episode 265–268) |      |
| 2018      | Закон джунглей                               | Актерский состав    | Сабах, Малайзия (Episode 325–329)      |      |
| 2018      | Беззаботные путешественники                  | Актерский состав    | 2 сезон (Эпизод 1–11)                  |      |
| 2020      | 기맥힌브로 (Gimmac Hinbro)                   | Актерский состав    | Эпизод 1–4                             |      |

### Ведущий
| Год  | Событие                                          | Примечание                                                         | Ист.   |
| ---- | ------------------------------------------------ | ------------------------------------------------------------------ | ------ |
| 2019 | 18th FINA World Championships Gwangju 2019       | MC for the 18th FINA World Championships Gwangju 2019 Eve Festival |        |
| 2020 | 12th DMZ International Documentary Film Festival | MC for opening ceremony with announcer, Lin Hyun Joo               | [ 37 ] |

### Музыкальные видео
| Год  | Название             | Артист                          | Альбом         | Ист.  |
| ---- | -------------------- | ------------------------------- | -------------- | ----- |
| 2009 | «Because I Love You» | White Brown                     | Сингл          | video |
| 2010 | «Promise Me»         | Oh Yun Hye (ft. Red Roc)        | Promise Me     | video |
| 2013 | «Just the Two of Us» | Davichi                         | Mystic Ballad  | video |
| 2015 | «Sunlight»           | Crayon Pop's Geummi ft. Сон Хун | 6 Persons Room | video |
| 2016 | «CLIMAX»             | Nop.K (Feat. Hoon.J)            | CLIMAX         | video |
| 2016 | «Dream»              | Real Girls Project              |                | video |

## Музыкальный театр
| Год  | Название    | Роль         | Ист. |
| ---- | ----------- | ------------ | ---- |
| 2014 | Summer Snow | Доктор Юнджэ |      |

## Театр
| Год  | Название | Роль | Ист.   |
| ---- | -------- | ---- | ------ |
| 2024 | Art      | Серж | [ 38 ] |

## Дискография

### Синглы
| Title                                   | Year | Album                                             |
| --------------------------------------- | ---- | ------------------------------------------------- |
| «Sunlight» (с Geummi)                   | 2016 | Шестиместная палата OST                           |
| «Has It Started?» (с Ким Чжэ Ген)       | 2016 | Моя благородная любовь OST                        |
| «Has It Started?»                       | 2016 | Моя благородная любовь OST                        |
| «Same» (с Сон Джиын)                    | 2017 | Мой тайный роман OST                              |
| «You Are the World of Me»               | 2017 | Мой тайный роман OST                              |
| «Nothing Is Easy»                       | 2017 | Мой тайный роман OST                              |
| «Pumping Jumping»                       | 2017 | Non-album single                                  |
| «Think About You»                       | 2018 | Я нашла звезду на улице OST                       |
| «With You Forever» (with Lee Min-young) | 2021 | Лирика брака и музыка развода 1 сезон OST         |
| «It Will Be Okay»                       | 2021 | Лирика брака и музыка развода 2 сезон OST         |
| «For You»                               | 2021 | Лирика брака и музыка развода 2 сезон OST         |
| «I'll Be With You»                      | 2022 | Девственница У-ри OST Part 6                      |
| «Truth»                                 | 2023 | Стандартная процедура идеального брака OST Part 6 |

## Посол
- 2019 - Почетный посол 18-го чемпионата мира по водным видам спорта в Кванджу 2019[41]
- 2021 - Посол Тэгу по связям с общественностью[42]

## Награды и номинации
| Награда                      | Год  | Категория                                                                             | Работа                                                  | Результат | Ист.   |
| ---------------------------- | ---- | ------------------------------------------------------------------------------------- | ------------------------------------------------------- | --------- | ------ |
| APAN Star Awards             | 2016 | Лучший актер в драматическом сериале                                                  | Пять детей                                              | Номинация |        |
| Asia Artist Awards           | 2016 | Награда «Лучший выбор»                                                                | Сон Хун                                                 | Победа    | [ 43 ] |
| Asia Artist Awards           | 2017 | Награда «Лучший артист эстрады»                                                       | Сон Хун                                                 | Победа    | [ 44 ] |
| Asia Artist Awards           | 2018 | Награда «Любимчик»                                                                    | Сон Хун                                                 | Победа    | [ 45 ] |
| Asia Artist Awards           | 2021 | Награда «Лучшая актёрская игра»                                                       | Сон Хун                                                 | Победа    | [ 46 ] |
| Asia Model Awards            | 2018 | Корейская звезда модель                                                               | Сон Хун                                                 | Победа    | [ 47 ] |
| KBS Drama Awards             | 2016 | Лучший новый актёр                                                                    | Пять детей                                              | Победа    | [ 48 ] |
| KBS Drama Awards             | 2016 | Лучшая пара                                                                           | Сон Хун с Син Хесон Пять детей                          | Номинация |        |
| MBC Entertainment Awards     | 2018 | Лучший артист эстрады в категории «Варьете» (мужчины)                                 | Я живу один                                             | Победа    |        |
| MBC Entertainment Awards     | 2018 | Новичок в категории «Варьете» (мужчины)                                               | Я живу один                                             | Номинация |        |
| MBC Entertainment Awards     | 2019 | Награда «За выдающиеся достижения» в категории «Варьете» (мужчины)                    | Я живу один                                             | Победа    |        |
| MBC Entertainment Awards     | 2019 | Лучшая командная работа                                                               | Сон Хун (с Henry Lau, Kian84, Lee Si-eon); Я живу один  | Победа    |        |
| MBC Entertainment Awards     | 2020 | Награда «За выдающиеся достижения» в категории «Варьете» (мужчины)                    | Я живу один                                             | Победа    | [ 49 ] |
| MBC Entertainment Awards     | 2020 | Лучшая пара                                                                           | Сон Хун (с Сон Дам-би); Я живу один                     | Номинация |        |
| MTN Ad Festival Awards       | 2020 | Награда «Коммерческая звезда»                                                         | Сонхун                                                  | Победа    |        |
| SBS Drama Awards             | 2011 | Новая звезда                                                                          | История Кисэн                                           | Победа    | [ 50 ] |
| SBS Drama Awards             | 2022 | Премия «За выдающиеся достижения», актер в мини-сериале «Мелодрама/комедийная дорама» | Девственница У-ри                                       | Номинация | [ 51 ] |
| SBS Drama Awards             | 2022 | Лучшая пара                                                                           | Сон Хун (с Им Су Хян и Шин Дон Уком); Девственница У-ри | Номинация | [ 52 ] |
| StarHub Night of Stars Award | 2019 | StarHub Dazzling Star Award                                                           | Сон Хун                                                 | Победа    | [ 47 ] |

## Внешние ссылки
- Сон Хун в X
- Сон Хун на сайте Instagram